# STS-61-F
STS-61-F seria uma missão da NASA realizada pelo ônibus espacial Challenger. O lançamento estava previsto para 15 de maio de 1986 , contudo foi cancelada após o desastre do Challenger em janeiro de 1986. 

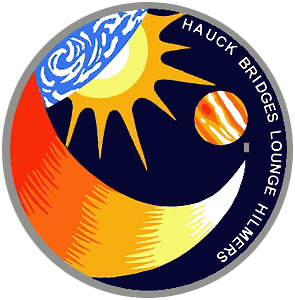
Insignia da missão STS-61-F

## Tripulação
| Comandante               | Frederick Hauck 3º voo espacial | Frederick Hauck 3º voo espacial | Frederick Hauck 3º voo espacial |
| Piloto                   | Roy Bridges 2º voo espacial     | Roy Bridges 2º voo espacial     | Roy Bridges 2º voo espacial     |
| Especialista de missão 1 | John Lounge 2º voo espacial     | John Lounge 2º voo espacial     | John Lounge 2º voo espacial     |
| Especialista de missão 2 | David Hilmers 2º voo espacial   | David Hilmers 2º voo espacial   | David Hilmers 2º voo espacial   |

Toda tripulação da STS-61-F seria formada apenas por astronautas da NASA.

## Objetivos
Missão planejada para o lançamento da sonda espacial Ulysses, construida pela ESA para explorar as regiões polares do Sol. Cancelada após o desastre do Challenger em 1986, e posteriormente  lançada como missão STS-41 pelo Discovery em outubro de 1990.

## Referência
1. ↑  «Space Shuttle Shedule 1986» (PDF). Flight International. Consultado em 28 de fevereiro de 2008